# Montes Claros de Goiás
Montes Claros de Goiás là một đô thị thuộc bang Goiás, Brasil. Đô thị này có diện tích 2899,177 km², dân số năm 2007 là 7652 người, mật độ 2,6 người/km².